# ژرفای کانونی
در لرزه‌شناسی ژرفای کانونی یا به اختصار ژرفا، عمق رخداد زمین‌لرزه است، یعنی نزدیکترین فاصلهٔ کانون تا سطح زمین که معمولاً با یکای «کیلومتر» سنجیده می‌شود. زمین‌لرزه‌هایی که در ژرفای کمتر از ۶۰ کیلومتر روی میدهد را «کم‌ژرفا» و زلزله‌هایی را که در عمق ۶۰ تا ۳۰۰ کیلومتر رخ میدهند را «میان‌ژرفا» گویند. در زنارهای فرورانش که پوسته اقیانوسی قدیمی‌تر و سردتر به زیر صفحهٔ زمین‌ساختی دیگری فرومی‌رود، زمین‌لرزه‌های دیگری نیز می‌تواند در ژرفاهای پایین‌تر در گوشته رخ دهد که به آن‌ها «زمین‌لرزه‌های ژرف یا پرژرفا» گویند (گستره‌ای بین ۳۰۰ تا ۷۰۰ کیلومتر)
علت پدید آمدن زمین‌لرزه‌های ژرف هنوز کاملاً دانسته نشده‌است؛ چون سنگ‌کرهٔ* فرورانیده با آن دما و فشار محلی نباید رفتار شکننده داشته باعث زلزله شود. ولی یک سازوکار شدنی برای آن پیشنهاد شده، که عبارت است از گسلش برآمده از گذار فاز الیوین به ساختار اسپینل. زمین‌لرزه‌ها در این ژرفای کانونی؛ گونه‌وار* در مرزهای همگرای* اقیانوسی-قاره‌ای در راستای زونهای ودتی-بنیوف* روی می‌دهند. زمین‌لرزه‌های ژرف نسبت به زمین‌لرزه‌های کم‌ژرفا به نیروی افزون‌تری برای چیرگی بر اصطکاک بین صفحات زمین‌ساختی نیاز دارند.

## پانوشت
- ^ Lithosphere
- ^ typically
- ^ Convergent boundary
- ^  Wadati–Benioff zone

## منبع‌ها
1. ↑  D. Armstrong, F. Mugglestone, R. Richards and F. Stratton, OCR AS and A2 Geology, Pearson Education Limited, 2008, p. 32 ISBN 978-0435692117
2. ↑  "M7.5 Northern Peru Earthquake of 26 September 2005" (PDF). National Earthquake Information Center. 17 October 2005. Retrieved 2008-08-01.
3. ↑  USGS. "M7.5 Northern Peru Earthquake of 26 September 2005" (pdf). Retrieved 2008-08-01.
4. ↑  Greene II, H. W.; Burnley, P. C. (October 26, 1989). "A new self-organizing mechanism for deep-focus earthquakes". Nature. 341 (6244): 733–737. Bibcode:1989Natur.341..733G. doi:10.1038/341733a0.